# نيكولا بيلمونتي
نيكولا بيلمونتي (بالإيطالية: Nicola Belmonte)‏ (مواليد 15 أبريل 1987 في كوزنسا - إيطاليا) لاعب كرة قدم إيطالي يلعب حاليا لصالح نادي الدرجة الأولى باري الإيطالي منذ 2009 في مركز قلب الدفاع كما يجيد اللعب في مركز الظهير الأيمن والأيسر .

## روابط خارجية
- نيكولا بيلمونتي على موقع قاعدة بيانات كرة القدم.إي يو (الإنجليزية)
- نيكولا بيلمونتي على موقع Soccerway.com (الإنجليزية)
- نيكولا بيلمونتي على موقع عالم كرة القدم.نت (الإنجليزية)
- نيكولا بيلمونتي على موقع كووورة
- نيكولا بيلمونتي على موقع AS.com (الإسبانية)